# 文野紋
文野 紋（ふみの あや、1996年9月1日 - ）は、日本の漫画家、イラストレーター。神奈川県出身。2020年、『月刊!スピリッツ』（小学館）に掲載された『君の曖昧』でデビュー。2023年より『サイコミ』（Cygames）にて、『感受点』（原作：いつまちゃん）を連載。

## 来歴

### 生い立ち
1996年9月1日、神奈川県にて誕生。横浜の田舎で暮らす。幼稚園のころより絵を好み、家族の絵を描いたり、小学1年から読み始めた『ちゃお』（小学館）の真似をして描いたりしていた。漫画好きな兄からも影響を受け、小学生のころの夢はゲームクリエイターであった。そのころ星新一に夢中になり、友人と小説を交換して過ごしていた。兄が大の読書好きだったことから、「お互いに小説を書いたあと、交換して読む」ということを小学3年くらいのころに行い、それが初めての創作となった。

### 中学・高校時代
中学生になり、勉強を楽しいと感じていた文野は、理系の研究者を目指そうと考えていた。中学3年の時に、『週刊少年ジャンプ』（集英社）に投稿をする。冨樫義博の『幽☆遊☆白書』を好んでおり、投稿作は「ヤンキー主人公のラブコメマンガ」だった。落選した際に、画塾に行くことを決意。村田雄介の『ヘタッピマンガ研究所R』のインタビューを真剣に読んでいたが、中学3年以降は自身の漫画制作を行っていない。
高校生になりアルバイトを始めた文野は、そのお金で高校2年から画塾に通う。文野によると、絵の上達を願う一心で、アルバイトを頑張れたという。それにより「背景、バース、鉛筆画」が上達し、「ひとつのものを最後まで仕上げるのがとても好きになった」と述懐した。このころは美大や芸大を目指しておらず、海洋研究開発機構での深海生物の研究に憧れていたため、理系へと進む。生物より物理が得意になった文野は、将来エンジニアとして一生を生きられるか考えた時に、「できないかも」と思っていた。「絵を描くのにもっと時間を割きたいな」と考え、高校3年になる前に画塾を辞め、美大予備校に通い始める。自由な絵を描きたくなった文野は油絵を学んだ。その後は周囲の勧めもあり、美大の受験を考える。このころからTwitterでイラストの発表を開始。

### イラストレーターから漫画家へ
現役、浪人と志望校に不合格となり、アルバイトをしながら2浪目となったころ、Twitterに投稿したイラストが話題となる。それが翔泳社の「ILLUSTRATION」シリーズで取り上げられ、小説の表紙やポスターなどイラストの仕事の依頼が入りはじめた（当時は「フミヤぶん」名義）。
20歳まで東京芸術大学の美術学部油画専攻を目指して浪人を経験する。油絵が唯一の取り柄だと考えていた文野だが、3回目の受験の不合格を受けて「経済的にも浪人生活を続けられない」と感じ、美大受験を諦めてフリーターとして生活し、2年が経過した。高校卒業までは、頑張れば絵や勉強が得意でいられたことから、「クラスのちょっと凄いヤツ」だと自覚していた文野にとって、大学の不合格という挫折は大きいものとなる。22歳のその時期にはアルバイトから帰ると「自分と同じく腐った人間が世間に毒を吐く生配信」を視聴し、ぼんやりと過ごす生活を送った。
大学受験に失敗したからフリーターよりも、イラストレーターだけでは生活ができないからフリーターとした方が聞こえがよいと考えた文野は、イラストの仕事を世間に対する言い訳だと捉えていた。しかしイラストでの生活は無理だと感じた文野は、知り合いのイラストレーターがTwitterに投稿した漫画が読まれていたところを目撃し、「マンガって見てもらえるんだ」と気づきを得る。「油絵をやめて目標を失っていた」という文野は、何かに挑戦したい気持ちと、描く仕事で食べていきたい思いからイラストレーター以外の選択を模索し、漫画を載せればバズるかもという気持ちもあり、漫画を描く。漫画家には「普通にありそうな名前が多い印象」と考えた文野は、予備校時代の恩師に「文野紋」と名づけてもらい、漫画家としての名義を改名する。
予備校時代に『ミューズの真髄』の舞台である高円寺を初めて訪れる。文野はGOING STEADYや大森靖子の楽曲を聴いていたことから高円寺に憧れを抱き、漫画家として駆け出しのころは、高円寺で暮らしていた。

### デビュー
「これまで描いた油絵やデッサン」を捨て、気分を変えていくうちに、Twitterで漫画が評判となる。その結果、出版社からの依頼により商業誌で漫画を描くようになった。好きな雑誌で描きたいと考えた文野は、『月刊!スピリッツ』（小学館）の新人賞に投稿。『Mへのラブレター』が佳作に選ばれ、「やわらかスピリッツ」（同）に掲載となる。2020年に『君の曖昧』が『月刊!スピリッツ』に掲載され、デビューを果たす。Twitterに「彼氏が女装趣味だった話」として投稿されていた同作は、文野が漫画制作の知識に乏しかったこともあり、ネーム作りに難航した。悩んだ時期にCOMITIAへ初めて足を運び、衝撃を受ける。そこで強く印象に残った作品として、たいぼくの『ブルーモーメントの娘たち』を挙げている。SNSで10万いいねを得た作品のリメイク『呪いと性春』を同誌に掲載。デビューからおよそ1年で、同作を表題作とする短編集を発売。
商業誌用のネームと並行してCOMITIAで描いていた『呪いと性春』が、『コミックビーム』（KADOKAWA）の清水編集長の目にとまる。それをきっかけに2021年より『ミューズの真髄』にて連載デビューを果たした。同作の第1話を「美大コンプの女が裸足で家を飛び出す話」としてTwitterで公開したところ、1.3万リツイートの反響を得る。2023年2月、同作が最終回を迎える。
2023年、『サイコミ』（Cygames）にて、いつまちゃんの原作によるオムニバスホラー『感受点』を連載開始。

## 作風
ライターの古林恭は、「どこか歪（いびつ）だが美しいキャラクター」と評している。
文野が「散らかった部屋」や「汚い部屋」を好んで描く理由は、「生活感を描くのが好きだから」。また「生活感を描くと俄然、リアリティーが出て」「リアルな部屋に住む”漫画の主人公にならないような主人公像”を描きたい」と語った。

## 人物
ぷよぷよを趣味の一つとする。一日10時間プレイした時もあり、女子における日本上位ランカーである。セガ公式「第1回 ぷよぷよレディースカップ」ではベスト16となった。

### 影響を受けた作品など
少年漫画や少女漫画、青年漫画など、どれも好んで読む。影響を受けた作品は高屋奈月の『フルーツバスケット』、好きな少年漫画は冨樫義博の作品。青年誌の雰囲気を持つ冨樫の『レベルE』を読み、「こんな面白いマンガってあるんだ！」と衝撃を受けたことで青年誌にのめりこみ、岩明均の『寄生獣』などを読んだ。
好きな画家はエリザベス・ベイトンとセシリー・ブラウン。
ドキュメンタリーの視聴も趣味で、「リアルなドキュメンタリーが面白い」という。「テレビ局の漫画を描きたい」と考えた文野は、情報を調べる中で『さよならテレビ』（東海テレビ放送）というドキュメンタリーに感銘を受けている。

## 作品リスト

### 連載
- ミューズの真髄（『月刊コミックビーム』2020年10月号[11] - 2023年3月号[12]、全3巻） - 初連載作品[3]
- 感受点（原作：いつまちゃん、『サイコミ』2023年9月11日[6] - 2024年6月[16]3日[17]、全1巻）

### 読み切り
- Mへのラブレター（「やわらかスピリッツ」2019年6月28日[18]） - スピリッツ賞佳作[2]
- 君の曖昧（『月刊!スピリッツ』2020年3月号[19]） - デビュー作[5]
- 血の領域（『月刊!スピリッツ』2020年7月号[20]）- 『呪いと性春 文野紋短編集』収録時には「毒は廻る」に改題[10][21]
- ドキドキ★ZOOM（『ビッグコミックスピリッツ』2020年35号[22]） - Twitterで発表したイラストをもと描いたショート作品[22]、『呪いと性春 文野紋短編集』収録時には「秘密の花園PINK」に改題[10][21]
- 呪いと性春（『月刊!スピリッツ』2020年11月号[23]、2020年12月号[24]） - 前後編[23][24]、『呪いと性春 文野紋短編集』収録[10]
- 僕ら地獄の逃避行（「やわらかスピリッツ」2020年12月26日[25]） - 短編集発売記念読み切り[25]、『呪いと性春 文野紋短編集』収録[10]
- 神様の心臓（COMITIA頒布作品[21]） - 『呪いと性春 文野紋短編集』収録[10]
- 序幕（『ビッグコミックスピリッツ』2021年7号[26]）- 『呪いと性春 文野紋短編集』収録[27]
- 君には才能があるから（『月刊コミックバンチ』2023年11月号付録「死役所公式アンソロジー」[28][29]）
- 逆情。（『ビッグコミックスペリオール』2024年2号[30]）
- 下北哀歌。（『ビッグコミックスペリオール』2024年7号[31]）

### その他
- 文野紋のドキュメンタリー日記 〜現実（リアル）を求めて〜（「logirl」2022年7月27日[32] - ）
- イラスト（『CINEMATIC ILLUSTRATION 心を揺さぶる瞬間を描く新世代のイラストレーター』収録[33]、2022年）
- 非日常な彼女 イラスト（『月刊!スピリッツ』2023年4月号[34]）